# Feliks Józef Czarniecki
Feliks Józef Czarniecki (Czarnecki) herbu Łodzia (ur. ok. 1770, zm. 1834) – członek Rady Stanu Królestwa Polskiego od 1833, senator-wojewoda Królestwa Polskiego od 1825, senator-kasztelan Księstwa Warszawskiego od 1811, podkomorzy nadworny w 1792.
W 1812 roku jako  członek Towarzystwa Królewskiego Gospodarczo-Rolniczego przystąpił do Konfederacji Generalnej Królestwa Polskiego.
Brał udział w Sądzie Sejmowym 1828-1827, żądając surowego wymiaru kary.
Po wybuchu powstania listopadowego oświadczył, że nie podpisze aktu detronizacji Mikołaja I, 20 lipca 1831 wykluczony z senatu. Był członkiem Oddzielnego Sądu Kryminalnego dla sądzenia przywódców powstania listopadowego.
W 1829 odznaczony Orderem Orła Białego, w 1791 został kawalerem Orderu Świętego Stanisława.
W 1820 roku był członkiem loży wolnomularskiej Bracia Polscy Zjednoczeni.